# 세활
세활(世活, ?~?)은 신라의 관리이다.

## 생애
비열홀 출신의 촌주(村主)이며, 신라의 가군사(假軍師)로서 고구려의 평양성 전투에서 공을 세워 문무왕으로부터 고간의 관등과 쌀 500석을 하사받았다.